# Banco di Santo Spirito
Il Banco di Santo Spirito fu un istituto bancario italiano fondato a Roma nel 1606 e scioltosi nel 1992 per confluenza nella Banca di Roma.
Banca ufficiale dello Stato Pontificio, divenne banca pubblica sotto lo stato italiano tra le due guerre fino alla cessione, avvenuta nel 1989, al gruppo Cassa di Risparmio di Roma cui fece seguito la suddetta fusione tra i tre istituti capitolini che diede vita alla  Banca di Roma.

## Storia

### 1605-1811
Alla fine del Cinquecento, come in altre città italiane, anche a Roma il declino dei commerci mediterranei a vantaggio di quelli oceanici aveva provocato la bancarotta di molti banchieri privati. Perciò lo Stato Pontificio per rassicurare i depositanti pensò di fondare un banco pubblico, come quelli che erano nati alla fine del Cinquecento in molte città italiane.
Il Banco di Santo Spirito fu fondato il 13 dicembre 1605 con breve di papa Paolo V per gestire le proprietà e garantire il finanziamento dell'Arcispedale di Santo Spirito in Saxia, di cui faceva parte e nella cui sede iniziò la propria attività. Contemporaneamente continuavano a sussistere a Roma sia il Monte di Pietà, che era considerato anch'esso un banco pubblico, sia i banchieri privati.
La sede del Banco di Santo Spirito, inizialmente posta nell'Ospedale, fu presto spostata nella via dei Banchi, riutilizzando l'edificio della "Zecca vecchia" posto in mezzo ai banchi privati.
Con il tempo divenne la cassa di deposito per ordini religiosi, luoghi pii e alcuni privati. Le operazioni consentite al Banco erano quelle di ricevere somme in deposito e restituirle; e inoltre di girare importi da un conto di deposito all'altro.
Il Banco non poteva, invece, fare prestiti: l'unico impiego autorizzato delle somme depositate era l'acquisto di "luoghi" dei "monti camerali", ovvero titoli del debito pubblico dello Stato pontificio. Ed in effetti il Banco si adoperava attivamente per il collocamento dei Luoghi di monte, in particolare per quelli del Monte non vacabile di Santo Spirito, costituito per finanziare l'acquedotto dell'Acqua Paola.. Inoltre il Banco collocava i luoghi anche dei "monti baronali", cioè dei monti costituiti dai nobili romani per finanziare le opere nei loro feudi. Nonostante il divieto, tuttavia, già nel corso dei Seicento il Banco subì pressioni e dovette concedere prestiti, prima all'Ospedale e poi anche a privati.
Le cedole del Banco di Santo Spirito circolavano ampiamente nella città di Roma come mezzo di pagamento: si trattava di titoli di credito emessi da un correntista nei limiti della somma da lui depositata e che venivano trasferiti da un prenditore all'altro, previo controllo della copertura da parte dei funzionari del Banco, cosicché a Roma non circolava quasi moneta metallica. Nel 1724 papa Benedetto XIV decretò che le cedole diventassero titoli al portatore.
Nel 1737 ci si rese conto che i prestiti fatti all'Arcispedale stavano mandando in bancarotta il Banco, e che le cedole che circolavano superavano il valore dei depositi. Per evitare il collasso furono destinati all'Arcispedale, e da questo al pagamento dei suoi debiti verso il Banco, gli introiti del Lotto.
L'eccesso di circolazione cartacea e la difficoltà di recuperare i crediti verso la Camera apostolica e l'Arcispedale portarono, sul finire del '700, a una nuova crisi che si sovrappose alle vicende politiche dell'occupazione francese. Gli occupanti francesi ritirarono dalla circolazione le cedole, sostituendole con gli assegnati, che peraltro erano inflazionati anch'essi.
Il Banco fu momentaneamente chiuso nel 1798 dalla neonata Repubblica Romana e furono distrutte le matrici per la stampa delle cedole. Nel 1800 riprese una stentata attività, finché nel 1811 i francesi di Napoleone chiusero il Banco.

### 1814-1992
Dopo la caduta di Napoleone, nel 1814 il Banco fu riaperto da papa Pio VII, ma non furono riconosciute e quindi rimborsate le cedole emesse prima dell'occupazione francese.
Nell'Ottocento il Banco non dava interessi sui depositi, perciò i depositanti erano soprattutto istituzioni religiose: chiese, ordini religiosi, ospedali, scuole. Impiegava il denaro in titoli del debito pubblico e il ricavato veniva riversato all'Arcispedale.
In seguito all'unione di Roma al Regno d'Italia (1870), e al conseguentemente trasferimento della capitale sul Tevere, vi fu un'intensa attività edilizia per costruire le sedi delle amministrazioni centrali, nonché le residenze dei funzionari. Nel 1874 il Banco di Santo Spirito venne autorizzato ad aprire la sezione di credito fondiario competente per il Lazio: in questo modo ebbe uno ruolo nel panorama bancario dell'Italia unita. Per finanziarsi, il Credito Fondiario emetteva delle obbligazioni dette "cartelle fondiarie", che circolavano al portatore.
Tuttavia nel 1888 l'edilizia romana, dopo gli anni dell'euforia, entrò in crisi e nel 1894 il Banco di Santo Spirito fu posto in liquidazione. Nel 1896 ne divenne liquidatore Vittorio Scialoja. La lunga fase liquidatoria terminò nel 1917 con la separazione definitiva fra il Banco e l'Arcispedale.
Il Banco di Santo Spirito fu ricostituito nel 1921 in forma di società anonima, ma solo nel 1924 aprì gli sportelli per la raccolta del risparmio presso il pubblico. La banca era vicina agli ambienti cattolici e al Partito Popolare.

Logo dopo il passaggio al gruppo Banca di Roma

In seguito alla crisi del 1929 il Banco si trovò in difficoltà economiche. In un primo momento si fuse con la Banca Regionale del Lazio, mentre in seguito il controllo del Banco fu ceduto all'Istituto Italiano di Credito Marittimo, che a sua volta era controllato dall'Istituto di Liquidazioni. Nel 1933 l'Istituto di Liquidazioni e il Credito Marittimo furono riassorbiti dal nuovo Istituto per la Ricostruzione Industriale, sicché nel 1935 l'IRI si ritrovò a controllare anche il Banco di Santo Spirito.
Nel 1989 l'IRI cedette il Banco alla Cassa di Risparmio di Roma con cui, assieme al Banco di Roma, si fonderà (nel 1992): il nuovo istituto assumerà la denominazione di Banca di Roma.
L'attività del Banco era a sostegno sia dell'attività edilizia, che specialmente a Roma toccò in diversi tempi punte speculative, sia dei rapporti con il mondo agricolo come la partecipazione in Agrifactoring a sostegno di Federconsorzi.